# Mable
Der Mable ist ein Fluss in Frankreich, der in den Regionen Nouvelle-Aquitaine und Centre-Val de Loire verläuft. Er entspringt im Gemeindegebiet von Orches, entwässert generell in nördlicher Richtung, passiert im Unterlauf den Regionalen Naturpark Loire-Anjou-Touraine und mündet nach rund 25 Kilometern im Gemeindegebiet von Champigny-sur-Veude als linker Nebenfluss in einen Nebenarm der Veude. Auf seinem Weg durchquert der Mable die Départements Vienne und Indre-et-Loire.

## Orte am Fluss
(Reihenfolge in Fließrichtung)
- Orches
- Richelieu

## Sehenswürdigkeiten
Der Fluss durchquert die Stadt Richelieu, die im 17. Jahrhundert über Auftrag von Kardinal Richelieu erbaut wurde und einen rechteckigen, absolut symmetrischen Grundriss innerhalb der Stadtmauern aufweist. Der Mable wird dort zur Wasserversorgung der Parkanlagen und des Stadtgrabens herangezogen.